# François Picard (dirkač)
François Picard, francoski dirkač Formule 1, *26. april 1921, Villefranche-sur-Saône, Francija, †29. april 1996, Francija.
François Picard je pokojni francoski dirkač Formule 1. V Svoji karieri je nastopil le na zadnji dirki sezoni 1958 za Veliko nagrado Maroka, kjer je z dirkalnikom Formule 2 Cooper T43 odstopil v enaintridesetem krogu zaradi trčenja. Umrl je leta 1996.

## Popolni rezultati Formule 1
(legenda) (odebeljene dirke pomenijo najboljši štartni položaj, poševne pa najhitrejši krog, †-uvrščen kljub odstopu)
| Leto | Moštvo                 | Šasija          | Motor             | 1   | 2   | 3   | 4   | 5   | 6   | 7  | 8   | 9   | 10  | 11      | Prv | Toč |
| ---- | ---------------------- | --------------- | ----------------- | --- | --- | --- | --- | --- | --- | -- | --- | --- | --- | ------- | --- | --- |
| 1958 | RRC Walker Racing Team | Cooper T43 (F2) | Climax Straight-4 | ARG | MON | NIZ | 500 | BEL | FRA | VB | NEM | POR | ITA | MAR Ret | -   | 0   |